# 1083
1083 (MLXXXIII) var ett normalår som började en söndag i den julianska kalendern.

## Händelser

### Okänt datum
- Stefan I helgonförklaras i Ungern.
- Sancho I av Aragonien erövrar Graus.
- Bosnien erövras av Duklja.
- Gregorius VII är belägrad i Castel Sant'Angelo av Henrik IV, tysk-romersk kejsare.

## Födda
- 1 december – Anna Comnena, bysantinsk historiker och dotter till kejsaren Alexios I Komnenos.

## Avlidna
- 2 november – Matilda av Flandern, drottning av England sedan 1066 (gift med Vilhelm Erövraren)
- Theodora Anna Doukaina Selvo, venetiansk dogaressa